# Chantier naval Mazagon

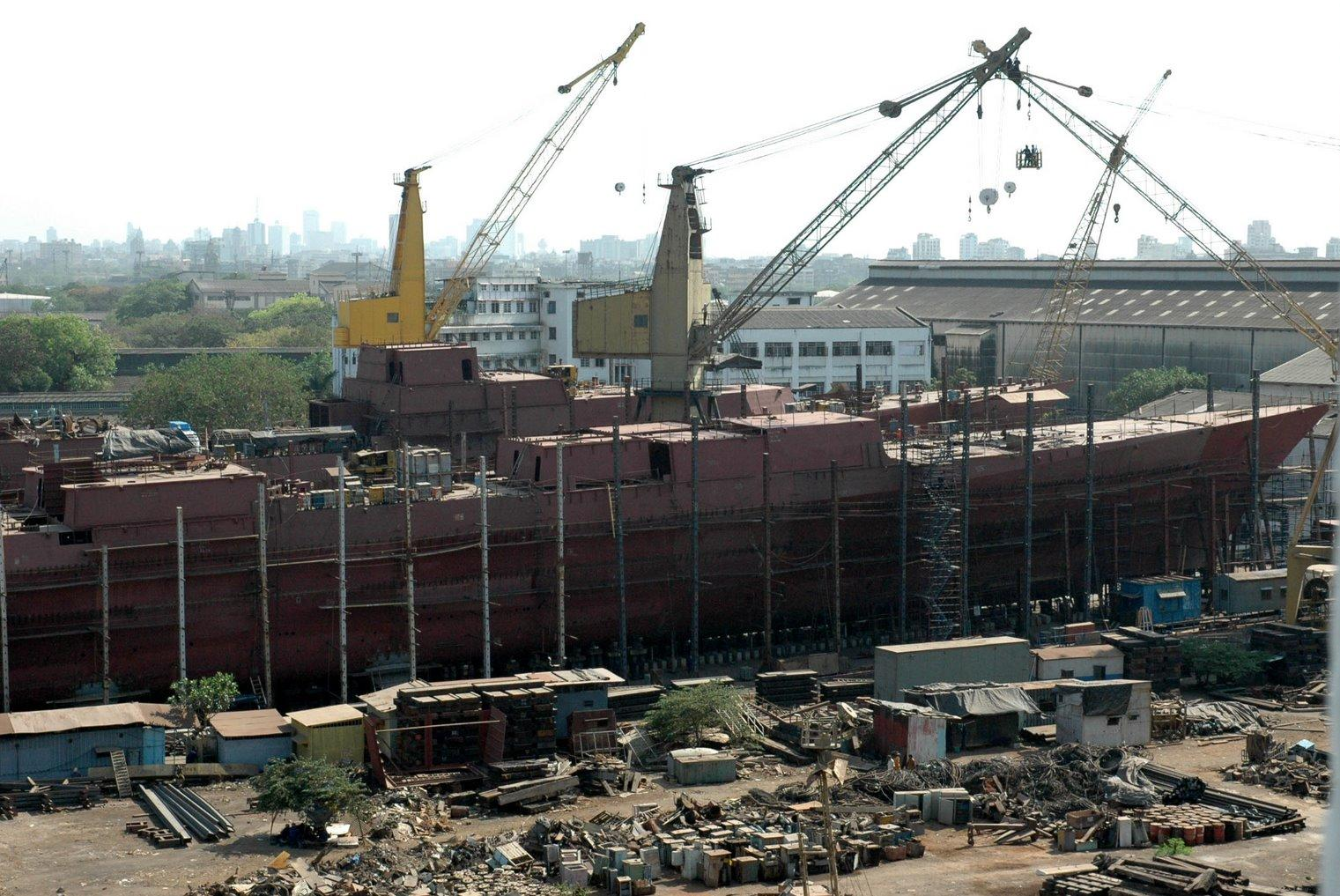
Deux navires en construction dans les chantiers : des destroyers de Classe Kolkata

Le chantier naval Mazagon, situé à Bombay, fut successivement la propriété de P&O, de la British-India Steam Navigation Company avant d'entrer en bourse en 1934. L'entreprise est nationalisée en 1960. 
Depuis la Belle Époque, il produit des armes et des explosifs. Mazagon est, avec le chantier naval Visakhapatnam, le principal fournisseur de la marine indienne. Il produit notamment sous transfert de technologie les sous-marins Type 209 et Scorpène de la marine indienne, comme les porte-avions de classe Vikrant, mais également les destroyers de conception indigène de classe Kolkata.

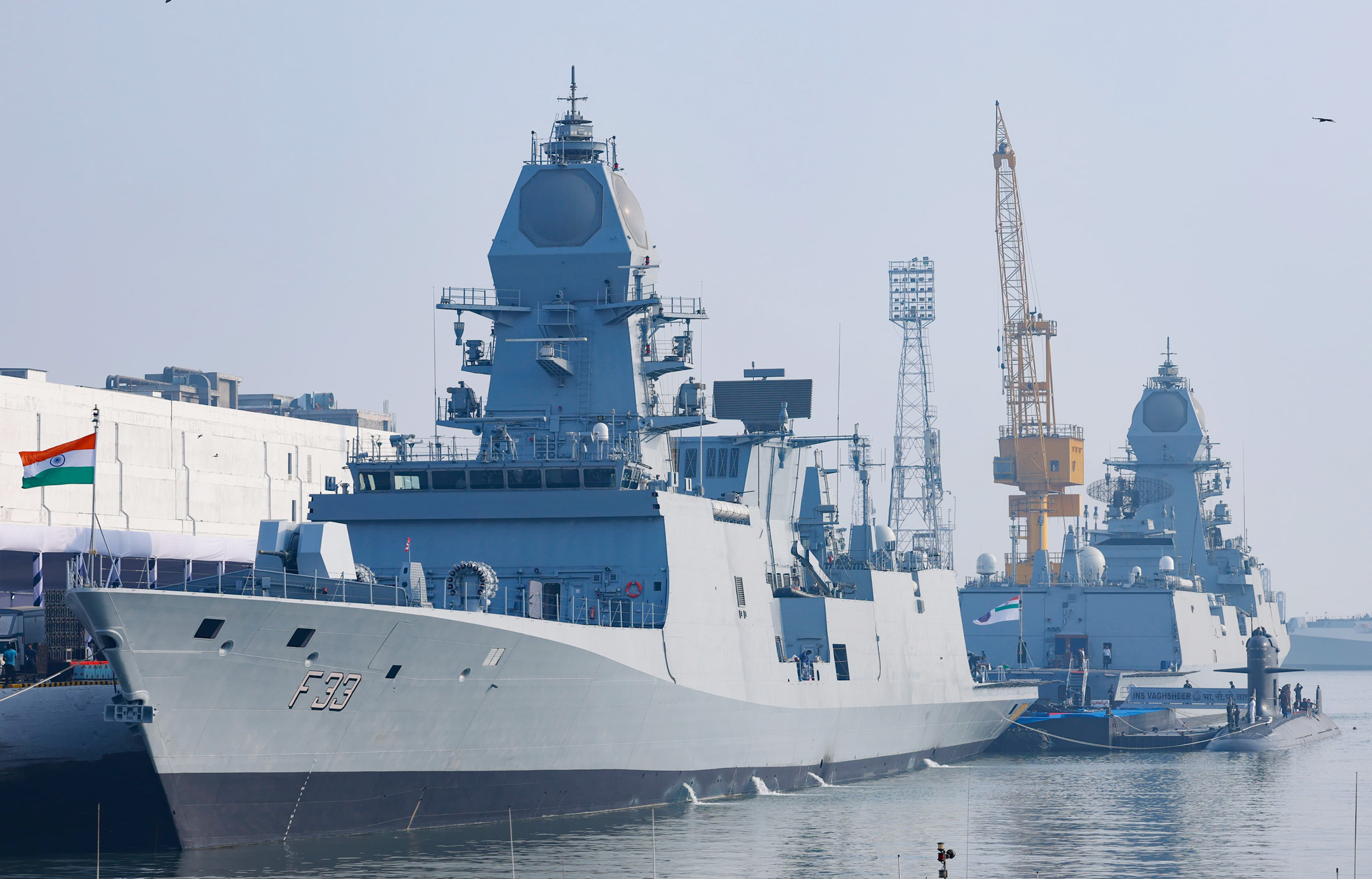
Triple lancement l’, l’ et le INS Vagsheer (S26).